# Ťuhýk východoafrický
Ťuhýk východoafrický (Lanius dorsalis) je pěvec z čeledi ťuhýkovití. Je rozšířen ve východní Africe od Jižního Súdánu, jižní Etiopie a západního Somálska po severovýchodní Tanzanii.

## Popis
Na délku měří 21 cm a váží 50 g. Hlava, šíje a křídla jsou černé. Hruď, břicho, ocasní část kostřce a ocasní krovky jsou bílé. Pláštík je šedý s charakteristickým bílým V po okrajích. Ocas je černý s částečně bílými pery po stranách, což je patrné při pohledu zespodu. V křídlech je bílé pole, které je někdy viditelné i u sedících jedinců. Zobák, oči a nohy jsou černé.

## Rozšíření
Ťuhýk východoafrický je rozšířen v omezeném areálu ve východní Africe, který se zčásti překrývá s areálem rozšíření ťuhýka somálského (Lanius somalicus). Vyskytuje se na většině území Keni, mimo pobřeží a vysočinu. Dále se vyskytuje v jižním a západním Somálsku, jižní Etiopii, jihovýchodním Jižním Súdánu, severovýchodní Ugandě a severní Tanzanii.

## Chování
Ťuhýk běločelý je samotářský druh. Živí se hmyzem a drobnými obratlovci. Miskovité hnízdo bývá postaveno z větviček a trávy v trnitých stromech. Ve snůšce bývají 3 nebo 4 šedě a bělavě skvrnitá vejce.